# Otto Richard Tannenberg
Otto Richard Tannenberg fou un publicista pangermanista de principis del segle xx, autor de Gross-Deutschland die Arbeit des 20. Jahrhunderts. ("Gran Alemanya: la tasca del segle XX"). A principis del segle XX els seus escrits van gaudir d'un cert èxit i van influenciar fortament Heinrich Himmler. En la seva obra, exhorta els seus compatriotes a crear un imperi pangermanista a escala europea.